# Dallenwil
Dallenwil (toponimo tedesco) è un comune svizzero di 1 875 abitanti abitanti del Canton Nidvaldo.

## Geografia fisica

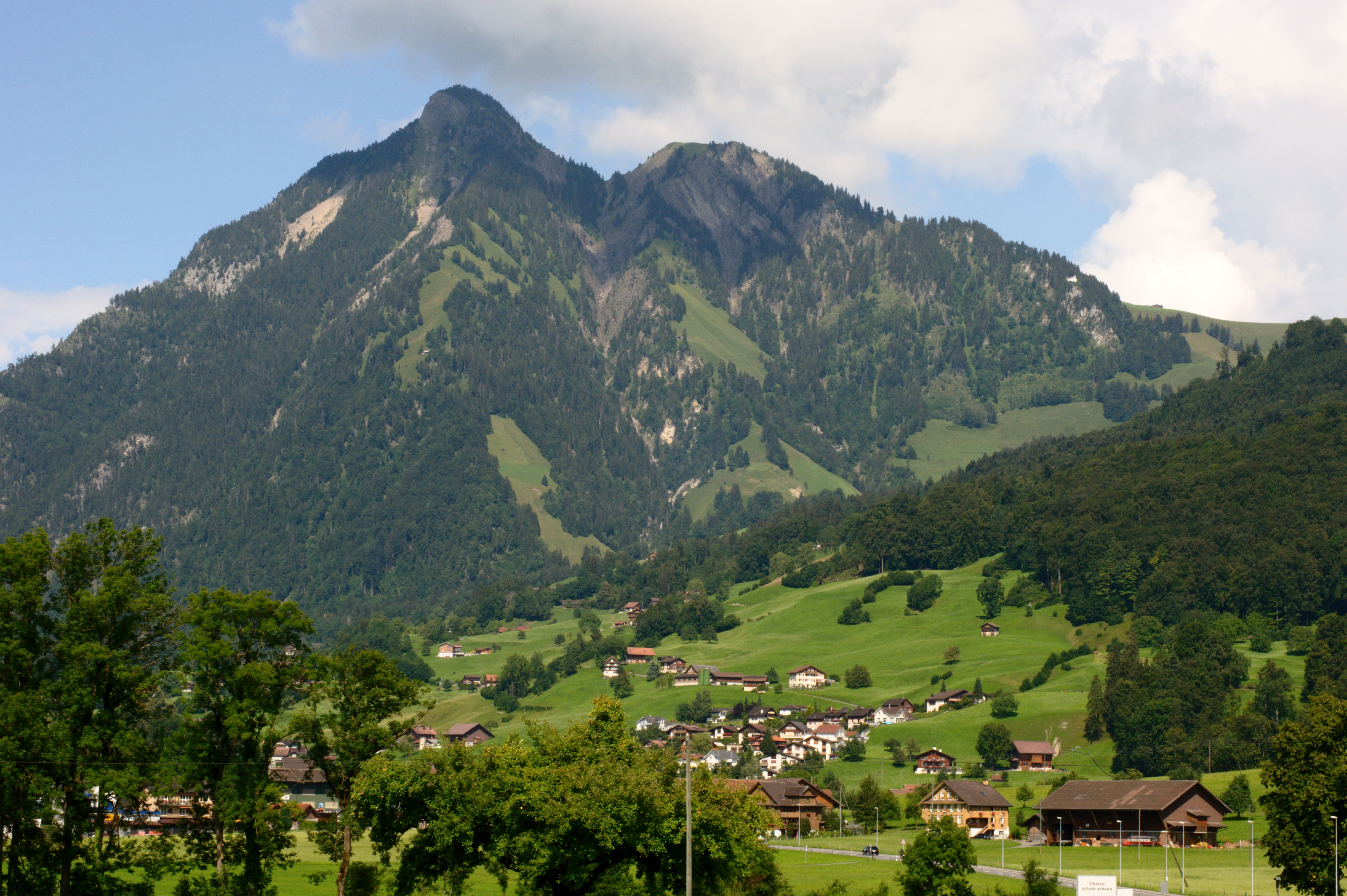
Il monte Stanserhorn

Il territorio del comune di Dallenwil si estende sulla sponda sinistra della valle formata dal fiume Aa di Engelberg, ai piedi del monte Stanserhorn.

## Storia
Il comune politico di Dallenwil è stato istituito nel 1850.

## Monumenti e luoghi d'interesse
- Chiesa parrocchiale cattolica di San Lorenzo, eretta nel 1473 e ricostruita nel 1694[3];
- Cappella cattolica di Santa Caterina in località Stettli, eretta nel 1460 e ricostruita nel 1867[3];
- Santuario di Wiesenberg, fondato nel 1325 da Johann von Kienberg e ricostruito nel 1754[3].

## Società

### Evoluzione demografica
L'evoluzione demografica è riportata nella seguente tabella:
Abitanti censiti

## Geografia antropica

### Frazioni
Le frazioni di Dallenwil sono:
- Albertswil
- Niderwil
- Stettli
- Wiesenberg
- Wirzweli

## Economia

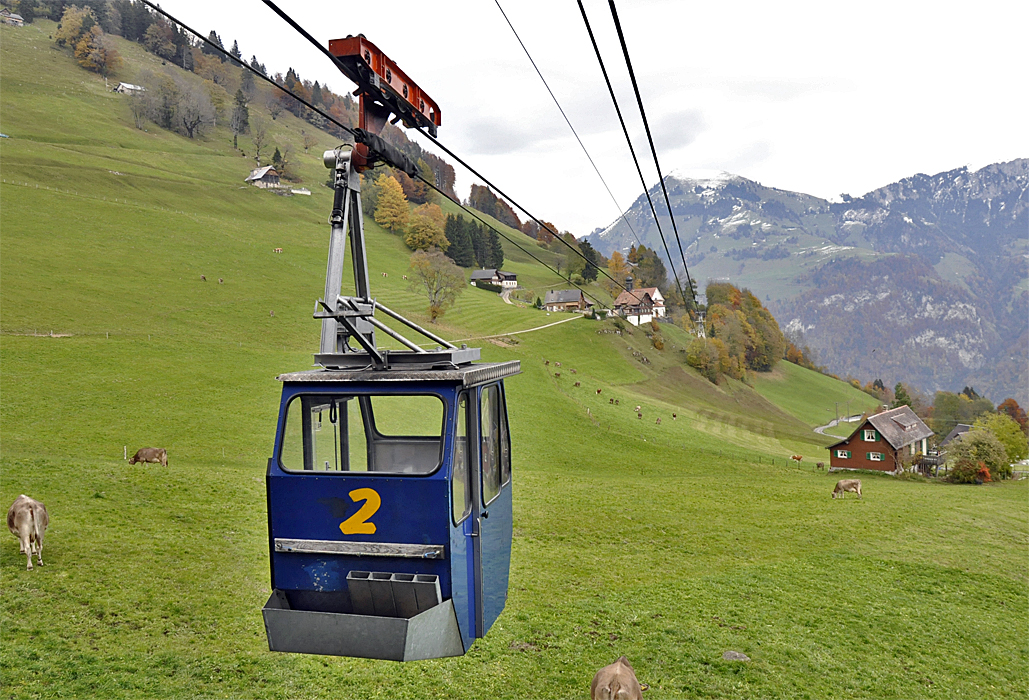
La funivia Dallenwil-Wirzweli

L'apertura delle funivie per Niederrickenbach (1919-1923), per Wissiflue (1927) e soprattutto di quella per Wirzweli e Wiesenberg (1934, ammodernata nel 1966) ha reso possibile lo sviluppo del turismo invernale; l'economia locale si basa prevalentemente sul settore terziario e sul pendolarismo in uscita.

## Infrastrutture e trasporti

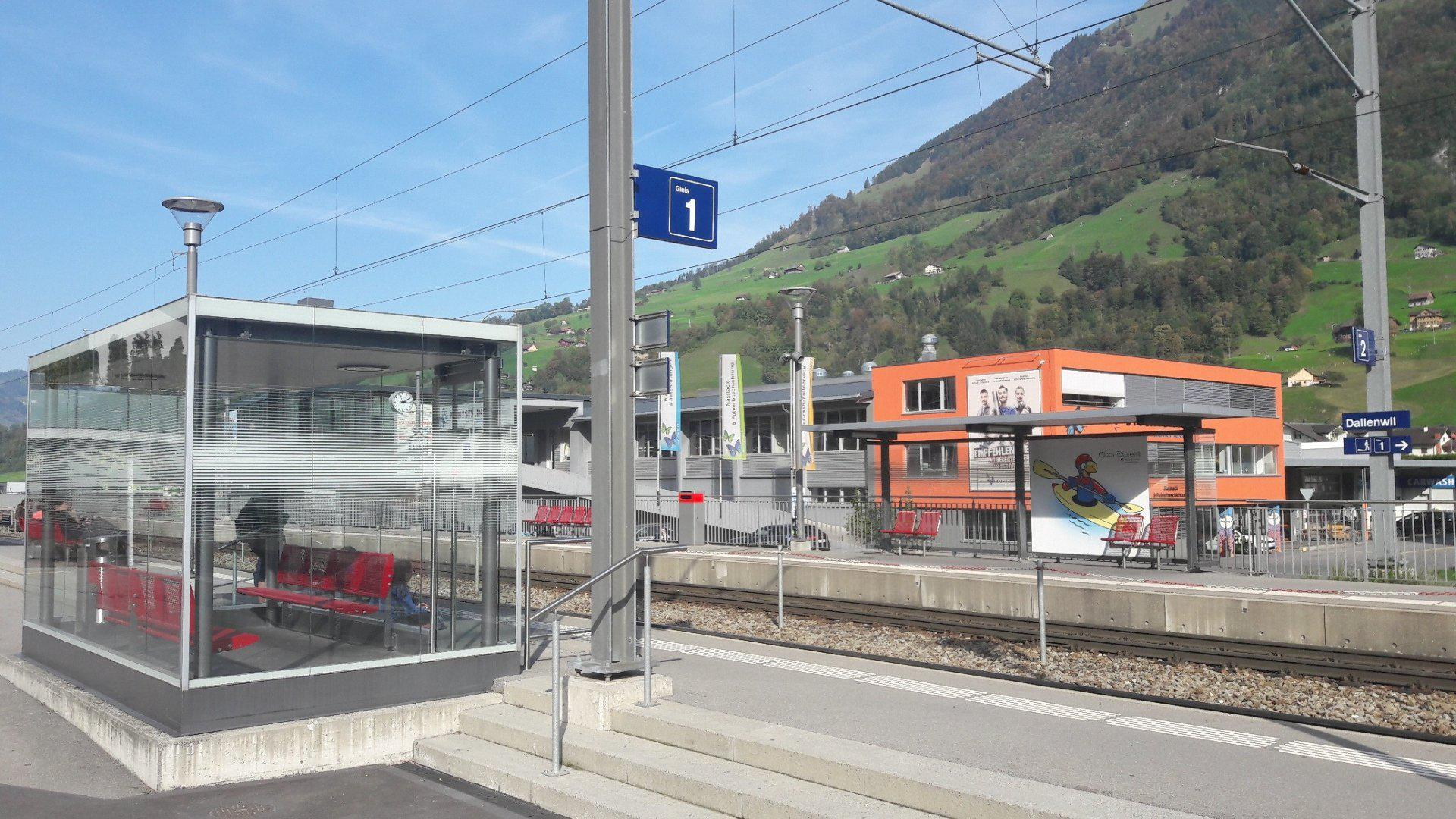
La stazione di Dallenwil

Il passo Ächerlipass collega Dallenwil con Kerns; il comune è servito dalla stazione ferroviaria omonima sulla ferrovia Lucerna-Stans-Engelberg.